# Joe Hassett
Joseph Patrick Hassett jr., detto Joe (Providence, 11 settembre 1955), è un ex cestista statunitense, professionista nella NBA.

## Carriera
Venne selezionato dai Seattle SuperSonics al terzo giro del Draft NBA 1977 (52ª scelta assoluta).
Con gli Stati Uniti ha disputato i Giochi panamericani di Città del Messico 1975.

## Palmarès
- Campionato NBA: 1

Seattle Supersonics: 1979